# Cardiohypnus
Cardiohypnus is een geslacht van kevers uit de familie  
kniptorren (Elateridae).
Het geslacht is voor het eerst wetenschappelijk beschreven in 1928 door Fleutiaux.

## Soorten
Het geslacht omvat de volgende soorten:
- Cardiohypnus beesoni Fleutiaux, 1928
- Cardiohypnus bhutanicus Dolin, 1992
- Cardiohypnus brancucci Dolin, 1992
- Cardiohypnus coomani (Fleutiaux, 1925)
- Cardiohypnus kabakovi Dolin, 1992
- Cardiohypnus mirabilis (Candèze, 1860)
- Cardiohypnus nepalensis Dolin, 1992
- Cardiohypnus stephensi Fleutiaux, 1928
- Cardiohypnus wittmeri Dolin, 1992